# Coddy
Coddy — международная школа программирования и дизайна для детей. Филиалы школы работают в РФ,Белоруссии, Казахстане, Кыргызстане, Молдове, Армении, Азербайджане, Грузии, Израиле, США, Германии, Латвии, Эстонии и Узбекистане. Основана в 2016 году, офис находится в Москве.

## История
Компания основана в 2016 году Оксаной Селендеевой, экс-начальником отдела маркетинга Московского банка ПАО Сбербанк России.
В 2017 году открылось Благотворительное направление Coddy Donate совместно с Фондом Гольфстрим. Волонтеры проекта бесплатно обучают детей c ограниченными возможностями современным цифровым навыкам, программированию и дизайну. Проект получил награду как «Лучший социальный проект России 2017-2018». 
Летом 2017 заработал компьютерный лагерь Coddy для детей от 10 до 16 лет. ￼￼
В 2018 и 2019 году школа Coddy вошла в рейтинг в 100 лучших работодателей России компании HeadHunter. В 2019 году стала первой в категории «Наука и образование».
В апреле 2020 года школа вышла на рынок США, филиал школы открылся в Нью-Йорке. 
В сентябре 2020 года была запущена программа грантов на бесплатное обучение в Coddy для детей с ограниченными возможностями и из детских домов со всей России.

## Деятельность
В школе Coddy обучают  и подростков от 3 до 18 лет по четырем основным направлениям: программирование, дизайн, развитие личности и компьютерная безопасность. Всего в линейке школы более 75 курсов.
В 2016 году в Coddy впервые в России запустили официальный Гарвардский курс компьютерных наук СS50, адаптировав его для детей.
В 2019 году был запущен курс «Разработка чат-ботов на Python» совместно с  Факультет вычислительной математики и кибернетики МГУ.
Школа Coddy входит в список топ-100 EdTech стартапов в России и странах СНГ. ￼

## Партнеры
￼На сегодняшний день партнерами Coddy являются GlowByte Consulting, Эвотор, Крок (компания), Qiwi, Rambler&Co, Сбербанк Технологии, Финам, AWG, Альфа-Страхование, Colvir Software Solutions, Acer, М.Видео и другие.
Также CODDY является учебным заведением, квалифицированным корпорацией Microsoft.